# A Sure Cure (film 1919)
A Sure Cure è un cortometraggio muto del 1919 diretto da William Seiter (William A. Seiter).

## Produzione
Il film fu prodotto per la National Film Corporation of America (con il nome Capitol Comedies) da Smiling Billy Parsons, un attore il cui nome era William Parsons e che, l'anno precedente, aveva prodotto Tarzan of the Apes, la sua prima produzione, film che era stato diretto da Scott Sidney (il secondo adattamento per lo schermo del romanzo di Edgar Rice Burroughs).

## Distribuzione
Distribuito dalla Goldwyn Distributing Company, il film - un cortometraggio in due bobine - uscì il 28 dicembre 1919, tre mesi dopo la morte del produttore William Parsons. Il copyright venne registrato con il titolo The Sure Cure.